# 323
Évszázadok: 3. század – 4. század – 5. század
Évtizedek: 270-es évek – 280-as évek – 290-es évek – 300-as évek – 310-es évek – 320-as évek – 330-as évek – 340-es évek – 350-es évek – 360-as évek – 370-es évek
Évek: 318 – 319 – 320 – 321 –  322 – 323 – 324 – 325 – 326 – 327 – 328

## Események

### Római Birodalom
- A birodalom nyugati felén Acilius Severust és Vettius Rufinust választják consulnak.
- A gótok Rausimod király vezetésével átkelnek a Dunán és a Licinius császárhoz tartozó római területeket fosztogatják. Constantinus császár legyőzi őket és megöli a királyukat; Licinius a történteket határsértésnek tekinti és tovább fokozódik a feszültség a két császár között.
- Constantinus rendeletet hoz, mely szerint a barbárokkal való együttműködést máglyán elégetéssel büntetik.
- Constantinus fia, Crispus sikeres hadjáratot vezet a frankok és az alemannok ellen.
- A Nicomediai Eusebius kezdeményezésére összehívott bithyniai zsinat feloldja az eretnekségért elítélt Arius kiközösítését.

### Kína
- Meghal Jüan, a keleti Csin-dinasztia császára. Utóda legidősebb fia, Sze-ma Sao, aki Ming népen foglalja el a trónt.

## Halálozások
- Csin Jüan-ti, kínai császár

## Fordítás
- Ez a szócikk részben vagy egészben  a(z)   323 című francia Wikipédia-szócikk ezen változatának fordításán alapul.  Az eredeti cikk szerkesztőit annak laptörténete sorolja fel. Ez a jelzés csupán a megfogalmazás eredetét és a szerzői jogokat jelzi, nem szolgál a cikkben szereplő információk forrásmegjelöléseként.